# 國家大象日
國家大象日於1998年5月26日由泰國政府宣布，定於每年的3月13日。紀念活動是由泰國亞洲象基金會建議並提交給泰國大象保育協調小組委員會的。之所以選擇這一天，是因為泰國皇家森林部於1963年3月13日將白象指定為泰國國象。

## 概述
泰國人自古以來就與大象有著密切的關係，大象在運輸、勞動和戰鬥中發揮著重要作用。大象被視為泰國的國獸，但由於人類入侵棲息地和氣候變遷等因素，大象的生存面臨威脅。在過去的100年中，泰國大象的數量已從100,000頭減少到2,000-3,000頭野生大象和大約2,700頭馴養大象。在泰國，白象（ช้างเผือก）被視為神聖之物，是王權的象徵。

## 目的
國家大象日有三個主要目的。首先是展示大象對泰國的重要意義，其次是展示泰國文化如何依賴大象。最後，一年一度的慶祝活動提高人們對保護和養護泰國大象及其棲息地的意識。

## 活動
為了提高人們的認識，全國各地都開展各種活動。在清邁府，活動包括大象自助午餐、傳統祈福儀式和特別大象表演。這些活動由清邁大學和湄沙大象營組織。

## 外部連結
- Elephant Research and Education Center （页面存档备份，存于）
- Maesa Elephant Camp （页面存档备份，存于）